# NGC 3520
NGC 3520 este o galaxie situată în constelația Cupa. A fost descoperită în 1886 de către Francis Leavenworth.